# Pfälzische G 4.III
Die Dampflokomotiven der Gattung G 4III waren Güterzug-Lokomotiven der Pfälzischen Eisenbahnen, die ab 1906 in die Königlich Bayerischen Staatseisenbahnen als linksrheinische Direktion übergingen.

## Geschichte
1896 entschloss sich die Pfalzbahn, neben den bereits vorhandenen Mallet-Lokomotiven der Gattung G 4II zwei Lokomotiven mit 1'D-Anordnung zu beschaffen. Die beiden Maschinen nach dem Vorbild der bayerischen E I gebaut. Sie wurden versuchsweise mit Doppelzylindern der Bauart Sondermann ausgestattet. Diese Ausführung bewährte sich nicht und wurde durch eine Ausrüstung mit herkömmlichen Zylinder ersetzt.
Sie waren mit einem Schlepptender der Bauart 3 T 12 ausgestattet.